# Meanwhile in Mamelodi
Meanwhile in Mamelodi (Fernsehtitel: Die Welt zu Gast bei Fremden) ist ein deutscher Dokumentarfilm von Benjamin Kahlmeyer, der 2011 beim Internationalen Leipziger Festival für Dokumentar- und Animationsfilm uraufgeführt wurde. Er wurde auf zahlreichen Festivals weltweit gezeigt und ausgezeichnet.

## Handlung
Meanwhile in Mamelodi begleitet den Alltag der Familie Mtsweni zur Zeit der Fußballweltmeisterschaft 2010 in Südafrika. Schauplatz ist das Township Mamelodi, östlich von Pretoria in der Metropolgemeinde Tshwane. Während Familienvater Steven darauf hofft, dass Touristen das heimische Geschäft beleben, möchte Tochter „Moskito“, selbst eine ambitionierte Fußballerin, vor allem teilhaben an der Erfahrung einer Weltmeisterschaft im eigenen Land. Während das Getöse des großen Sportereignis immer weiter in den Hintergrund rückt, zeichnet der Film das feinfühlige Porträt einer strukturell benachteiligten Familie, die versucht in Zeiten der Post-Apartheid über die Runden zu kommen. 

## Produktion
Der Film entstand als Benjamin Kahlmeyers Abschlussfilm im Rahmen des Dokumentarfilm-Studiums an der Filmakademie Baden-Württemberg. Betreuende Dozentin war Helga Reidemeister. Er wurde vom SWR in der Reihe Junger Dokumentarfilm co-produziert und feierte seine Weltpremiere 2011 auf dem Internationalen Leipziger Festival für Dokumentar- und Animationsfilm im Deutschen Wettbewerb. Die TV-Fassung mit dem Titel Die Welt zu Gast bei Fremden wurde erstmals am 26. November 2012 im SWR ausgestrahlt. Seitdem war der Film bei verschiedenen Streaming-Diensten, u. a. bei MUBI, Sooner und Konopy abrufbar.

## Kritik
Anlässlich der Nordamerika-Premiere urteilte Filmkritiker Jay Weissberg in Variety: „One-thousand-watt personalities combined with beautiful lensing make "Meanwhile in Mamelodi" a star thesis project from tyro helmer Benjamin Kahlmeyer.“ Matthias Hannemann schreibt in der FAZ: „Ein poetischer, nicht naiver Diplomfilm.“ Ähnlich bewertet das Kulturportal Beursschouwburg den Film: „An exceptionally worthy effort by graduating filmmaker Benjamin Kahlmeyer who makes a remarkable début with this film.“ Auf Kino-Zeit zeigt sich Kirsten Kieninger begeistert von den Protagonistinnen des Films: „Solche Protagonisten muss man erst einmal finden: sympathisch und unbefangen vor der Kamera, mit einer gesunden Portion Selbstvertrauen und Witz ausgestattet und mit einer Geschichte, die es sich zu erzählen lohnt.“ Sean Jacobs lobt auf „Africa is a Country“ insbesondere die Kameraarbeit: „The film’s strength is in its ordinariness and the way director of photography Stefan Neuberger captures the mise-en-scène of a postapartheid city.“

## Auszeichnungen
- Nominierung Deutscher Kamerapreis 2012 (Stefan Neuberger)
- HBO Emerging Artist Award, Hot Docs Canadian International Documentary Festival 2011
- Honorable Mention, 55th San Francisco International Film Festival 2012
- SCENECS Award for Best Documentary, SCENECS International Debut Film Festival 2012
- Emerging Cinematic Vision Jury Mention, Camden International Film Festival 2012
- Nomination David L. Wolper Award, IDA Los Angeles 2013
- Nomination Spotlight Award, Cinema Eye Honors NYC 2013